# Рштуни
Рштуни́ (арм. Ռշտունի) — древний армянский дворянский род, который управлял гаваром Рштуник.

## Этимология
Согласно некоторым исследователям, способ образования названия рода свидетельствует о его урартском происхождении.

## Происхождение
По «Истории Армении» Мовсеса Хоренаци род Рштуни произошел от рода Сисакянов (Сюни).

## В период Великой Армении
Согласно Истории Армении Мовсеса Хоренаци Барзапран Рштуни, назначенный Тиграном Великим военачальником над армянским и персидским войсками, вошел с войском в Иерусалим, пленил Гиркана II и иудеев из города Марисы и поселил их по приказу Тиграна в городе Шамирам.
Рштуни согласно Зоранамку участвовали в царской армии Великой Армении с 1000 всадниками и защищали южные рубежи страны.
В начале IV века южную рать предводили Маначихр (Манучер) Рштуни, а затем его брат Зора. Оба они восстали против царя Армении Тирана, вместе с князем Ваче Арцруни. Последний[Кто?] является отцом Гарегина Рштуни, правивший между 370—380 годами.
По Фавстосу Бузанду Тиран истребил всех представителей родов Рштуни и Арцруни, кроме двух грудных младенцев — Тачата Рштуни и Шаваспа Арцруни.

## В период византийско-персидских войн
Артак Рштуни упоминается в 445 году. К этому времени род правил своей традиционно наследуемой вотчиной Рштуник, а также Бзнуник, полученной от царей Аршакуни, после истребления рода Бзнуни. 
В византийско-персидских войнах Рштуни часто поддерживали Сасанидов против византийцев.

## В период арабских нашествий
Самым известным членом и ведущей фигурой в семье в начале VII века является Теодорос Рштуни — марзпан марзпанства Армения в его последний период, а позже ишхан (князь) Армении (638—655), который имел трудную задачу обеспечения выживания Армении между Византией и арабской экспансией. 
После разрушения империи Сасанидов в 642 году арабы-мусульмане вторглись в Армению. При поддержке Византии, назначенный ею куропалатом Армении Теодорос Рштуни защищает рубежи страны. Однако позже происходит конфликт между союзниками и Теодорос Рштуни арестовывают и отправляют в Константинополь. В 646 году Теодорос Рштуни вновь становится ишханом (первенствующем князем) Армении и остается таковым до 653 года. В 650 году арабы снова вторгаются в Армениюи опустошаюют Васпуракан и Айрарат.  Вскоре Теодорос Рштуни одержал значительную победу над арабами в Васпуракане. В 652 году Рштуни признал зависимость от арабского халифата, взамен получив от арабов пост верховного правителя Армении.  В ответ следует вторжение византийских войск, которые отстранили Теодороса от власти.  Вскоре власть Теодороса восстанавливается, но арабы ему уже не доверяют и уводят в Дамаск, где он через год умирает.
Род теряет свою значимость после изгнания Теодороса. В конце VII века Арцруниды приобрели владения княжеского рода Рштуни на южном и восточном побережьях Ванского озера.  Рштуни в 656 году уступают свои наследственные земли Бзнуник князьям Мамиконян. 
Вард Рштуни, участвовавший в битве при Варданакерте, был последним заметным членом рода в 705 году.